# اینگل فارم، استرالیای جنوبی
اینگل فارم (به انگلیسی: Ingle Farm) یک حومه شهر در استرالیا است که در استرالیای جنوبی واقع شده‌است.